# 플레키아 네아르크티카
플레키아 네아르크티카(Plecia nearctica)는 1cm가 조금 안 되는 크기의 우단털파리속에 속하는 곤충으로, 미국 남동부 걸프 지역에서 주로 발견된다.
1911년 루이지애나주에서 처음 기록되었으며 1940년에 D. E. 하디에 의해 처음 보고서가 작성되었다. 당시 하디는 이 종이 텍사스주와 루이지애나주에 주로 살며 걸프지역에는 별로 살지 않는다고 보고하였는데, 실제로는 멕시코만과 플로리다주에서 조지아주와 사우스캐롤라이나주에도 분포하고 있다.
이 종의 유충은 시들은 식물 등을 먹고살아 익충으로 분류된다. 성충은 꿀 등을 먹는다. 독성이 없고 인간을 물지도 않으며 질병을 옮기지도 않을 뿐만 아니라 진드기 박멸, 환경정화 등을 하는 익충이지만 특유의 생김새가 혐오감을 주고, 사람에게도 날아드는 습성이 있어 혐오감을 주기도 한다.

## 개요

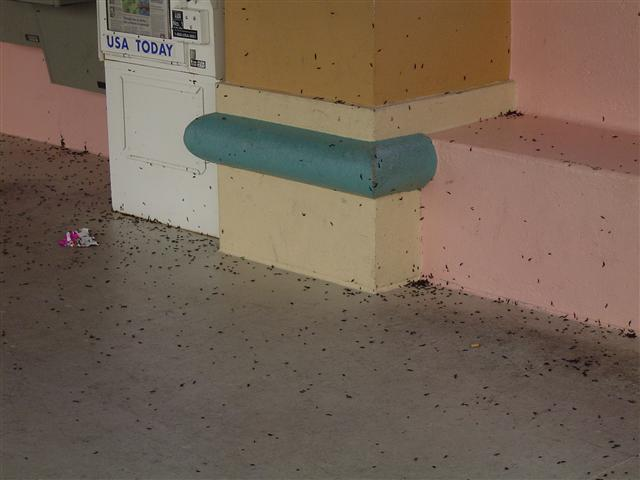
월트 디즈니 월드 리조트 버스 정류장에 나타난 떼, 2006년

이 종은 하디(D. E. Hardy)는 1940년 보고서에서 텍사스, 플로리다, 앨라배마, 미시시피, 루이지애나에 주로 분포한다고 적었다. 그러나 이 종은 20세기 말까지 조지아와 사우스캐롤라이나뿐만 아니라 멕시코만과 접한 모든 지역으로 서식지가 확장되었다.
1970년에 쓴 해트릭(L. A. Hetrick)은 이 벌레가 플로리다 중부와 북부에도 널리 퍼져 있음을 발견하고 비행이 고도 300~450미터(980~1,480피트)에 도달하고 걸프만 위로 몇 킬로미터 확장되는 것으로 설명했다.
유충은 풍경에서 부분적으로 부패한 초목을 먹고 성충은 주로 다양한 식물의 꿀, 특히 스위트 클로버, 갈조류, 브라질 후추를 먹는다. 습한 날씨에 산으로부터 인접한 지역에 많이 출몰하며 햇볕에 노출되면 활동력이 저하되고 이내 죽음을 맞이한다.

## 분포
북아메리카 남동부, 특히 멕시코만 주변에 분포한다.

## 생애 주기
암컷은 100-350개의 알을 낳을 수 있으며 정기적으로 지상 토양의 최상층에 있는 썩어가는 물질 주위에 이러한 알을 낳고 알은 일반적으로 비행철에 따라 2-4일 후에 부화한다.
알이 부화하면 유충은 토양이나 주변의 썩어가는 식물과 유기 물질을 먹기 시작하고 번데기로 발전할 때까지 토양에 살고 남아 있다.
따뜻할 동안 유충은 약 120일 동안 유충 단계에 남아 있고 더 시원한 달에는 약 240일 동안 남아 있다. 번식을 시작할 수 있는 성충 단계에 도달하기 전에 약 7-9일 동안 번데기 단계에 머물러 있다.
성충이 되면 번식을 시작하기 위해 교미를 준비하는데 성충 수컷이 번데기 단계에서 먼저 나타나며 암컷이 나타날 때까지 주위를 맴돈다. 짝짓기는 성체 암컷이 출현한 직후에 이루어진다. 수컷은 교미하여 암컷이 완전히 수정될 때까지 짝을 이룬 상태를 유지한다. 교미는 암컷이 분리되어 알을 낳고 죽기 전 2~3일 동안 발생한다.
성체 암컷은 최대 7일까지 사는 것으로 기록된 반면, 성체 수컷은 최대 2-5일까지 살 수 있지만 평균 4~5일을 산다. 그러나 Thornhill(1976c)은 들판에서 더 오래 살았음을 보여주는 재포획 데이터를 기록했다.